# 图罗尼
图罗尼，是匈牙利巴兰尼亚州所辖的一个村。总面积9.40平方公里，总人口255，人口密度27.1人/平方公里（2011年1月1日）。